# 玉樹庵
玉樹 庵（たまき いおり、6月7日 - ）は、日本の漫画家、イラストレーター。
大分県大分市出身。現在は愛知県一宮市在住。
学生時代からゲームのキャラクターデザインなどで活躍。2014年から「LINEマンガ」で連載した『微笑女Mitsu』は、初日から20万ダウンロードを突破し人気を得る。
FOD（フジテレビオンデマンド）では月9ドラマ「恋仲」をコミカライズし話題に。絵のクオリティの高さ、表現力には定評がある。

## 主な作品
- 「恋仲」コミカライズ（画・玉樹庵） - フジテレビオンデマンド
- 「微笑女ーMitsu ー」（原作・小堀洋／画・玉樹庵） - LINE マンガ
- 「ナルニア国物語」（著者・C・S・ルイス／訳者・土屋京子／作画・玉樹庵） - 光文社

他、グルメ漫画・ゴルフ漫画、などジャンル問わず活躍中。

## その他
- 旧ペンネームは「鐶 庵（読み同じ）」だが、商業デビュー時に現在の漢字へ変更した。
- 好きなものはゲーム・福本作品・メロン。